# August von Krempelhuber

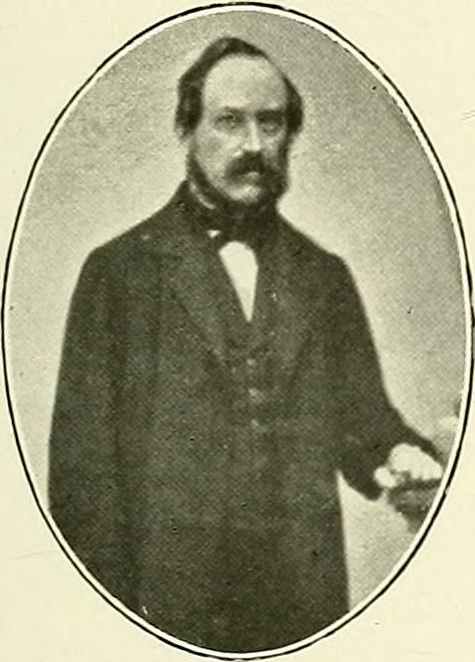
August von Krempelhuber

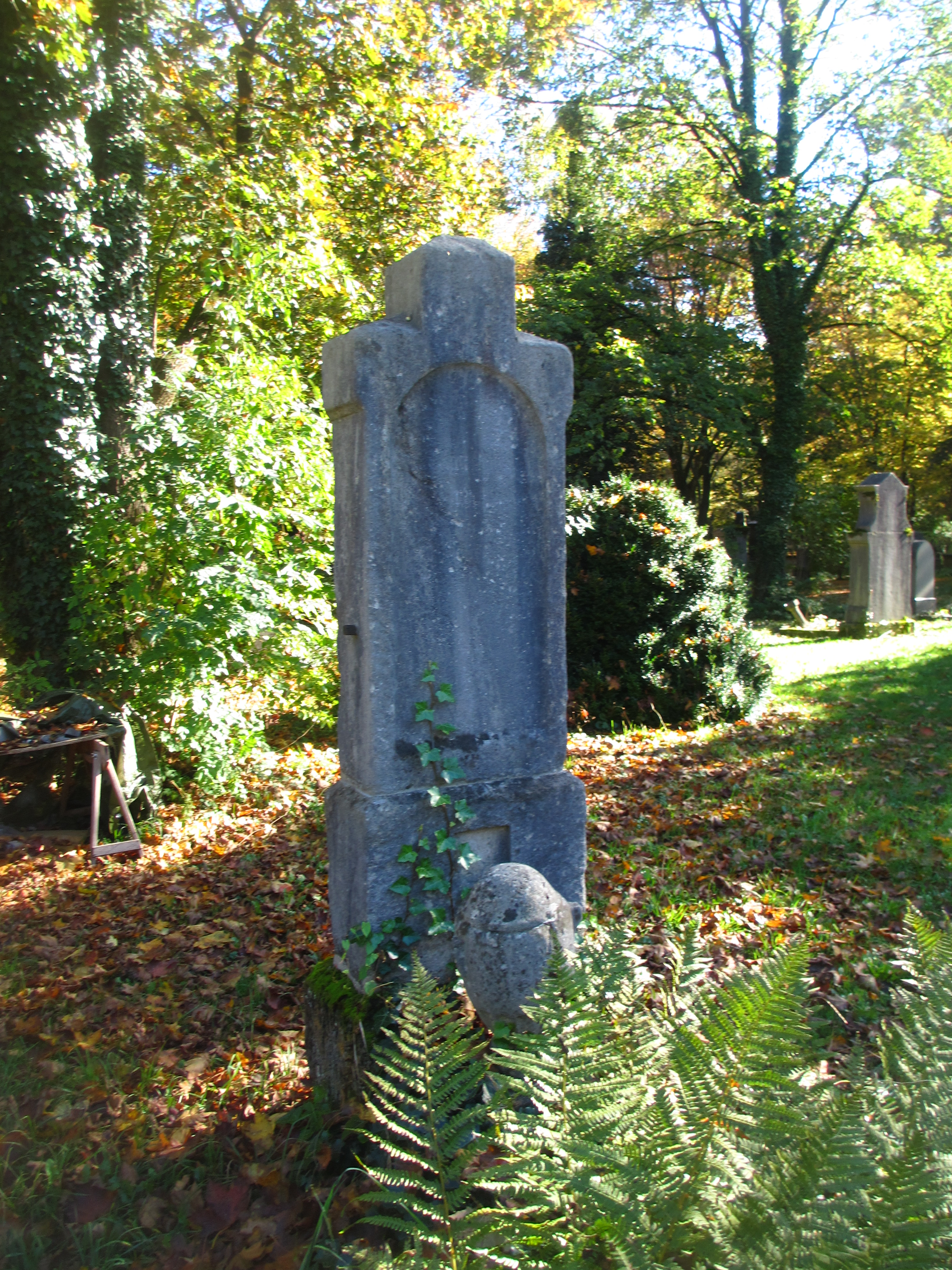
Grab von August Krempelhuber auf dem Alten Südlichen Friedhof in München

August von Krempelhuber (* 14. September 1813 in München; † 2. Oktober 1882 ebenda) war ein deutscher Botaniker, der sich besonders mit Flechten befasste (Lichenologie). Sein offizielles botanisches Autorenkürzel lautet „Kremp.“

## Leben
Er stammte aus der adligen Münchner Familie Krempelhuber. August von Krempelhuber schloss 1832 das (heutige) Wilhelmsgymnasium München ab. Anschließend studierte er Forstwissenschaft an der Universität München. Danach war er Revierförster in Mittenwald und ab 1855 Kreisforstrat in München.
Er sammelte Flechten in ganz Europa (und in seiner Zeit in Mittenwald auch Moose) und befasste sich mit ihrer Systematik. Ab 1861 gab er die Lichenenflora von Bayern heraus. Später befasste er sich mehr mit tropischen Arten. Seine Sammlung von 20.000 Exemplaren wurde von der Universität München gekauft und ist heute Bestandteil der  Botanischen Staatssammlung in München. Er war Ehrendoktor der Universität München.
Von ihm stammt eine dreibändige Geschichte der Lichenologie bis etwa 1870. Im Jahr 1876 wurde er zum Mitglied der Leopoldina gewählt.
Krempelhuber sprach Griechisch, Latein, Englisch, Französisch, Italienisch und Schwedisch.
In der Lerchenau ist der Krempelhuberplatz zu Ehren von August von Krempelhuber benannt.

## Grabstätte
Die Grabstätte von August Krempelhuber befindet sich auf dem Alten Südlichen Friedhof in München (Gräberfeld 6 – Reihe 13 – Platz 36/37) Standort.

## Schriften
- Geschichte und Litteratur der Lichenologie von den ältesten Zeiten bis zum Schlusse des Jahres 1865 (resp. 1870), 3 Bände, München, Selbstverlag 1867, 1869, 1872 (Digitalisat, Band 2, Die Flechten-Systeme und Flechten-Species 1869).